# Kukurydza
Kukurydza (Zea) – rodzaj roślin należący do rodziny wiechlinowatych. Przedstawiciele występują naturalnie w Meksyku, Gwatemali i Nikaragui. Liczy 5–6 gatunków, wśród których najważniejsza pod względem ekonomicznym jest kukurydza zwyczajna (Zea mays), która jest zarazem gatunkiem typowym rodzaju. Kukurydza zwyczajna jest zbożem uprawianym na wielką skalę w wielu rejonach świata. Większość jej zbiorów przeznacza się na produkcję paszy dla zwierząt. Kukurydza może też być spożywana przez człowieka – po ugotowaniu lub uprażeniu, albo w postaci mąki lub kaszy.

## Systematyka
Synonimy
Mais Adanson, Mays P. Miller, Thalysia O. Kuntze
Pozycja systematyczna według APweb (aktualizowany system APG III z 2009)
Rodzaj należący do rodziny wiechlinowatych (Poaceae), rzędu wiechlinowców (Poales). W obrębie rodziny należy do podrodziny Panicoideae, plemienia Andropogoneae.
Pozycja rodzaju w systemie Reveala (1994–1999)
Gromada okrytonasienne (Magnoliophyta Cronquist), podgromada Magnoliophytina Frohne & U. Jensen ex Reveal, klasa jednoliścienne (Liliopsida Brongn.), podklasa komelinowe (Commelinidae Takht.), nadrząd Juncanae Takht., rząd wiechlinowce (Poales Small), rodzina wiechlinowate (Poaceae (R. Br.) Barnh.), rodzaj kukurydza (Zea L.).
Wykaz gatunków
- Zea diploperennis Iltis, Doebley & R.Guzmán
- Zea luxurians (Durieu & Asch.) R.M.Bird
- Zea mays L. – kukurydza zwyczajna
- Zea mexicana (Schrad.) Kuntze
- Zea nicaraguensis Iltis & B.F.Benz
- Zea perennis (Hitchc.) Reeves & Mangelsd.